# 维多利亚·尼基钦娜
维多利亚·亚历山德罗芙娜·尼基钦娜（俄语：Виктория Александровна Никишина，1984年9月9日—），生于莫斯科，俄罗斯女子击剑运动员。她曾在2002年世界击剑锦标赛和2008年夏季奥林匹克运动会中获得女子花剑团体金牌。